# Gruda
Gruda är en ort i Montenegro. Den ligger i den centrala delen av landet. Gruda ligger 50 meter över havet och antalet invånare är 103.
Terrängen runt Gruda är varierad. Omgivningarna runt Gruda är en mosaik av jordbruksmark och naturlig växtlighet.